# Густав Фрідолін
Пер Густав Едвард Фрідолін (швед. Per Gustav Edvard Fridolin; нар. 10 травня 1983, Еннестад, комуна Крістіанстад, лен Крістіанстад,) — шведський політик з Партії зелених. Міністр освіти з 3 жовтня 2014 по 21 січня 2019 року.

## Життєпис
Він здобув освіту на факультеті східних мов Стокгольмського університету, отримав ліцензію вчителя в Університеті Лінчепінг. Займався громадською діяльністю, з 1999 року по 2003 рік був одним з двох голові молодіжної організації Партії зелених. У 2002–2006 роках він вперше був членом Риксдагу. Пізніше він працював репортером TV4 і вчителем. У 2010 році, після перерви у чотири роки, він повернувся до шведського парламенту. Переобраний у 2014 році.
У 2010 році увійшов до складу ради Партії зелених, і рік потому став її лідером (поруч з Осою Ромссон).
Одружений, має доньку.